# Estei Beatrix magyar királyné
Estei Beatrix (olaszul Beatrice d'Este; (1210 körül – Ferrara, 1239. július 11. körül, más forrás szerint 1245 körül) az Este-házból származó őrgrófnő, II. András magyar király harmadik feleségeként 1234 és 1235 között Magyarország királynéja.
I. Aldobrandino estei őrgróf leánya. Kisgyermekként teljes árvaságra jutott, és nagybátyja, VII. Azzo estei őrgróf udvarában nevelkedett. II. András 1233-ban itáliai zarándoklaton ismerte meg és jegyezte el. A házasságot Magyarországon kötötték meg 1234. május 14-én, Béla ifjabb király és testvérei tiltakozása mellett. II. András halálakor, 1235 szeptemberében Beatrix bejelentette, hogy gyermeket vár. Azzal vádolva, hogy a gyermek apja Apod fia Dénes nádor, IV. Béla Beatrixot börtönbe vetette. A II. András temetésén megjelent császári követség tette lehetővé, hogy Németországba meneküljön, ahol 1236-ban István nevű fia, a későbbi III. András magyar király apja megszületett. Estébe vonult vissza, és pápai kegydíjon élt tovább. Az Este melletti Gemula kolostorban halt meg, ott temették el.